# Emerich Ullmann
Emerich Ullmann (Pécs, 23 febbraio 1861 – Vienna, 9 febbraio 1937) è stato un chirurgo austriaco, pioniere del trapianto renale.
Nel 1902 sperimentò alcuni autotrapianti, allotrapianti e xenotrapianti nei cani e nelle capre. Lo stesso anno eseguì un xenotrapianto, senza successo, da maiale a uomo. Inoltre Ullmann condusse altri esperimenti trapiantologici con altri organi e tessuti.